# Вал (Люблінське воєводство)
Вал (пол. Wał) — село в Польщі, у гміні Ізбиця Красноставського повіту Люблінського воєводства.
Населення — 145 осіб (2011).
У 1975-1998 роках село належало до Замойського воєводства.

## Демографія
Демографічна структура станом на 31 березня 2011 року:
|          | Загалом | Допрацездатний вік | Працездатний вік | Постпрацездатний вік |
| -------- | ------- | ------------------ | ---------------- | -------------------- |
| Чоловіки | 64      | 12                 | 41               | 11                   |
| Жінки    | 81      | 17                 | 47               | 17                   |
| Разом    | 145     | 29                 | 88               | 28                   |